# Chuba Akpom
Chuba Amechi Williams Akpom (Canning Town, 9 ottobre 1995) è un calciatore inglese, attaccante dell'Ipswich Town in prestito dall'Ajax.

## Carriera

### Club

#### Ritorno all'Arsenal
Akpom inizia la stagione 2014-2015 segnando una tripletta in una partita di Premier League Under 21 fra Arsenal e West Bromwich Albion alla fine di agosto. Il 23 settembre 2014 compie la sua prima apparizione in prima squadra della stagione, subentrando a Héctor Bellerín negli ultimi minuti di una sconfitta casalinga di League Cup per 1-2 contro il Southampton. Compie invece la sua prima apparizione in Premier League della stagione il 1º gennaio 2015 nuovamente contro il Southampton. Successivamente apporta un notevole contributo per la propria squadra in una vittoria casalinga per 5-0 contro l'Aston Villa, entrando come sostituto nel secondo tempo e procurandosi un rigore, messo a segno da Santi Cazorla. Nonostante l'interessamento nei suoi confronti di diverse squadre di Premier League e d'Europa, il 4 febbraio 2015 sigla un nuovo contratto di quattro anni e mezzo con l'Arsenal.

#### Prestito al Nottingham Forest e secondo ritorno all'Arsenal e prestito all' Hull City
Il 26 marzo 2015 passa in prestito al Nottingham Forest, club militante nella Football League Championship, sino al 31 maggio 2015. Con la squadra colleziona un totale di sette presenze. Al termine dell'esperienza in Championship, fa ritorno all'Arsenal.
Il 4 agosto 2015 viene ceduto in prestito all'Hull City squadra che milita in Championship.
Altre esperienze in prestito
Dopo due prestiti a Brighton e Sint-Truiden viene acquistato a titolo definitivo dai greci del Paok, dopo due annate viene acquistato dal Middlesbrough che dopo una stagione lo ripresta al Paok. Nella stagione 2022-2023 si mette in mostra con il Middlesbrough, segnando 28 gol in 38 presenze. 
Ajax e prestiti a Lille e Ipswich Town
Viene acquistato dagli olandesi dell'Ajax, che, dopo una stagione e mezza lo prestano ai francesi del Lille.
Nell'estate 2025, viene mandato nuovamente in prestito, questa volta in Inghilterra, all'Ipswich Town.

### Nazionale
Ha giocato numerose partite nelle varie nazionali giovanili inglesi.

## Statistiche

### Presenze e reti nei club
Statistiche aggiornate al 7 novembre 2024.
| Stagione             | Squadra              | Campionato           | Campionato | Campionato | Coppe nazionali | Coppe nazionali | Coppe nazionali | Coppe continentali | Coppe continentali | Coppe continentali | Altre coppe | Altre coppe | Altre coppe | Totale | Totale |
| Stagione             | Squadra              | Comp                 | Pres       | Reti       | Comp            | Pres            | Reti            | Comp               | Pres               | Reti               | Comp        | Pres        | Reti        | Pres   | Reti   |
| -------------------- | -------------------- | -------------------- | ---------- | ---------- | --------------- | --------------- | --------------- | ------------------ | ------------------ | ------------------ | ----------- | ----------- | ----------- | ------ | ------ |
| 2013-2014            | Arsenal              | PL                   | 1          | 0          | FACup+CdL       | 0+1             | 0+0             | UCL                | 0                  | 0                  | -           | -           | -           | 2      | 0      |
| 2013-2014            | Brentford            | FL1                  | 4          | 0          | -               | -               | -               | -                  | -                  | -                  | -           | -           | -           | 4      | 0      |
| 2013-2014            | Coventry City        | FL1                  | 6          | 0          | -               | -               | -               | -                  | -                  | -                  | -           | -           | -           | 6      | 0      |
| 2014-mar. 2015       | Arsenal              | PL                   | 3          | 0          | FACup+CdL       | 3+1             | 0+0             | UCL                | 0                  | 0                  | -           | -           | -           | 7      | 0      |
| mar.- giu. 2015      | Nottingham Forest    | FLC                  | 7          | 0          | -               | -               | -               | -                  | -                  | -                  | -           | -           | -           | 7      | 0      |
| 2015-2016            | Hull City            | FLC                  | 35+1       | 3          | FACup+CdL       | 1+4             | 3+1             | -                  | -                  | -                  | -           | -           | -           | 41     | 7      |
| 2016-gen.2017        | Arsenal              | PL                   | 0          | 0          | FACup+CdL       | 1+0             | 0+0             | UCL                | 0                  | 0                  | -           | -           | -           | 1      | 0      |
| gen.-giu.2017        | Brighton             | FLC                  | 10         | 0          | FACup+CdL       | 0+0             | 0+0             | -                  | -                  | -                  | -           | -           | -           | 10     | 0      |
| 2017-gen.2018        | Arsenal              | PL                   | 0          | 0          | FACup+CdL       | 1+1             | 0+0             | UEL                | 0                  | 0                  | -           | -           | -           | 2      | 0      |
| Totale Arsenal       | Totale Arsenal       | Totale Arsenal       | 4          | 0          |                 | 8               | 0               |                    | 0                  | 0                  |             | 0           | 0           | 12     | 0      |
| gen.-giu.2018        | Sint-Truiden         | PL                   | 16         | 6          | CB              | -               | -               | -                  | -                  | -                  | -           | -           | -           | 16     | 6      |
| 2018-2019            | PAOK                 | SL                   | 20         | 6          | CG              | 6               | 2               | UCL+UEL            | 2+3                | 0+0                | -           | -           | -           | 31     | 8      |
| 2019-2020            | PAOK                 | SL                   | 33         | 8          | CG              | 6               | 1               | UCL+UEL            | 2+2                | 1+0                | -           | -           | -           | 43     | 10     |
| ago.-set. 2020       | PAOK                 | SL                   | 1          | 0          | CG              | 0               | 0               | UCL                | 2                  | 0                  | -           | -           | -           | 3      | 0      |
| 2020-2021            | Middlesbrough        | FLC                  | 38         | 5          | FACup+CdL       | 1+0             | 0+0             | -                  | -                  | -                  | -           | -           | -           | 39     | 5      |
| ago.2021             | Middlesbrough        | FLC                  | 1          | 0          | FACup+CdL       | 0+0             | 0+0             | -                  | -                  | -                  | -           | -           | -           | 1      | 0      |
| 2021-2022            | PAOK                 | SL                   | 34         | 7          | KE              | 7               | 2               | UECL               | 11                 | 2                  | -           | -           | -           | 52     | 11     |
| Totale PAOK          | Totale PAOK          | Totale PAOK          | 88         | 21         |                 | 19              | 5               |                    | 22                 | 3                  |             | -           | -           | 125    | 29     |
| 2022-2023            | Middlesbrough        | FLC                  | 38+2       | 28         | FACup+CdL       | 1+1             | 1+0             | -                  | -                  | -                  | -           | -           | -           | 42     | 29     |
| Totale Middlesbrough | Totale Middlesbrough | Totale Middlesbrough | 77         | 33         |                 | 3               | 1               |                    | -                  | -                  |             | -           | -           | 80     | 34     |
| 2023-2024            | Ajax                 | ED                   | 25         | 11         | CO              | 1               | 1               | UEL+UECL           | 6+4                | 3+0                | -           | -           | -           | 36     | 15     |
| 2024-gen. 2025       | Ajax                 | ED                   | 16         | 3          | CO              | 2               | 1               | UEL                | 14                 | 4                  | -           | -           | -           | 32     | 8      |
| Totale Ajax          | Totale Ajax          | Totale Ajax          | 41         | 14         |                 | 3               | 2               |                    | 24                 | 7                  |             | -           | -           | 68     | 23     |
| gen.-giu. 2025       | Lilla                | L1                   | 3          | 3          | CF              | 1               | 0               | UCL                | 0                  | 0                  | -           | -           | -           | 4      | 3      |
| Totale carriera      | Totale carriera      | Totale carriera      | 294        | 80         |                 | 39              | 12              |                    | 46                 | 10                 |             | 0           | 0           | 378    | 102    |

## Palmarès

### Club

#### Competizioni nazionali
- Community Shield: 1

Arsenal: 2015
- Campionato greco: 1

PAOK: 2018-2019
- Coppa di Grecia: 1

PAOK: 2018-2019

### Individuale
- Capocannoniere della Football League Championship: 1

2022-2023 (28 reti)